# Densidade de tensor
Em geometria diferencial, uma densidade de tensor, ou densidade tensorial, transforma-se como um tensor quando passa de um sistema de coordenadas para outro (ver tratamento clássico de tensores), exceto que é adicionalmente multiplicado ou ponderado por uma potência do determinante jacobiano da função de transição de coordenadas.